# Gatundu

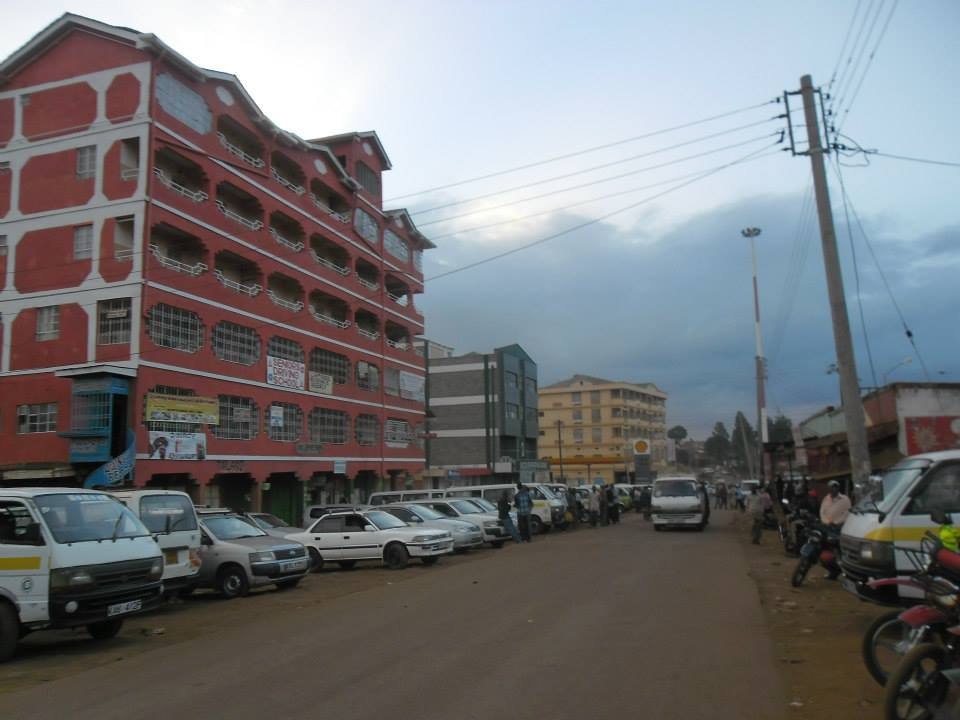
Gatundu

Gatundu är en ort i distriktet Thika i provinsen Central i Kenya. Folkmängden uppgick till 5 550 invånare vid folkräkningen 2009.